# Dante Del Papa
Dante Del Papa (Pisa, 12 de març de 1854 - Nova York, 1924) fou un tenor italià.
Després de formar-se a Lucca, va ingressar al Conservatori de Milà sota la tutela d'A. Mazzucato. Va debutar el 1879 al Teatro Mariani de Ravenna interpretant el paper de Duc a Rigoletto. El 1882, va actuar al Teatro Politeama de Gènova com a Faust a l’òpera de Gounod Faust. Va cantar en nombrosos teatres italians, com els de Livorno, Florència, Ferrara, Bolonya i Pisa. El 1883, va pujar a l’escenari del Teatro Della Pergola de Florència per interpretar I promessi sposi de Ponchielli. Un any després, va tenir un gran èxit al Teatro Comunale de Ferrara en el paper de Faust a Mefistofele de Boito. També va actuar a Zagreb, Croàcia. El 1885, va interpretar José a Carmen al Teatro Rossini de Livorno; el 1886, va cantar a Alexandria, Egipte; i el 1887, va debutar al Teatro Regio de Torí, novament com a José i també com a Nadir a I pescatori di perle de Bizet. Els mateix personatges va interpretar el 1888 al Gran Teatre del Liceu de Barcelona. L'empresari Strakosch el va contractar per a la temporada 1891-92, durant la qual va actuar en diversos teatres d'Espanya.
El 1894 va viatjar als Estats Units, on va cantar a Nova York, Filadèlfia i Boston. Cap al 1895 es va retirar dels escenaris i es va dedicar a la docència com a professor de cant a Nova York, ciutat on va morir.